# 孚惠桥
孚惠桥，俗称“三眼桥”，位于山西省运城市新绛县三泉镇三泉村东100米，横跨古堆泉水流上，因鼓水泉源有孚惠圣母祠而得名。是一处新绛县文物保护单位。

## 历史
孚惠桥创建于唐代，后代屡有修缮，清乾隆五十三年、咸丰十年、同治三年及1952年，均因遭洪水冲毁，兴工重修。

## 建筑
孚惠桥为三孔石桥，全长45米，桥头有两尊狮子，桥栏柱首镶有神态各异的石猴等装饰，雕工精湛。

## 保护
1995年12月，孚惠桥公布为新绛县文物保护单位。